# Basílio Horta
Basílio Adolfo de Mendonça Horta da Franca GCIH (Tábua, 16 de novembro de 1943) é um jurista e político português, sendo o atual presidente da Câmara Municipal de Sintra.

## Biografia
Basílio Horta fez os estudos secundários no Colégio Militar, licenciou-se em Direito e concluiu o Curso Complementar de Ciências Político-Económicas, pela Faculdade de Direito da Universidade de Lisboa. 
Iniciou a sua carreira como magistrado do Ministério Público, exercendo funções como subdelegado e delegado do Procurador da República. Em seguida foi admitido como técnico superior da Inspeção-Geral de Crédito e Seguros, exercendo posteriormente os cargos de secretário-geral da Corporação da Indústria e de diretor-geral da Confederação da Indústria Portuguesa.
Militante fundador do Partido do Centro Democrático Social, hoje CDS-PP, em 1974, assumiria ao longo dos anos o papel de membro histórico deste partido da direita portuguesa. Foi deputado à Assembleia Constituinte e à Assembleia da República; Ministro do Comércio e Turismo dos II e VII Governos Constitucionais; Ministro de Estado e Adjunto do Primeiro-Ministro do VII Governo Constitucional; Ministro da Agricultura, Comércio e Pescas do VIII Governo Constitucional.  
Entretanto, a nível partidário, foi vice-presidente do CDS–PP, entre 1988 e 1991, e seu secretário-geral, entre março de 1990 e maio de 1991. 
O mesmo partido apoiar-lhe-ia a sua candidatura nas eleições para a Presidência da República, em 1991, em que saiu derrotado por Mário Soares, que contava então não apenas como o apoio do PS, como também o do PPD/PSD.  
De novo no Parlamento, exerceu funções como vice-presidente da Assembleia da República e, igualmente, de membro do Conselho de Estado. Foi ainda líder do grupo parlamentar do CDS–PP entre 2001 e 2002.
Foi embaixador de Portugal na OCDE. 
Por nomeação do governo de José Sócrates, foi presidente do Conselho de Administração da AICEP Portugal Global, marcando o seu consulado por anúncios de grandes investimentos externos em Portugal.
Mudou, entretanto, de Partido, do CDS para o PS, facto que foi eludido por um Deputado na Assembleia da República.
Nas eleições legislativas de 2011 aceitou encabeçar a lista do Partido Socialista no Círculo Eleitoral de Leiria, como candidato independente. O mesmo partido viria a apoiar-lhe, já em 2013, uma candidatura a Presidente da Câmara Municipal de Sintra, cargo que exerce atualmente. Fizeram parte da Comissão de Honra da sua candidatura a Sintra  Jorge Sampaio, Mário Soares e Freitas do Amaral. Basílio Horta tem destacado na governação de Sintra medidas e propostas para atrair mais empresas  tendo já afirmado  que a sua campanha não aceita apoios financeiros de forma a combater os interesses instalados.
Pertenceu à Comissão Eventual para Acompanhamento das Medidas do Programa de Assistência Financeira a Portugal que antecedeu o resgate da Troika. Pertenceu também à Comissão Parlamentar de Inquérito ao Processo de Nacionalização, Gestão e Alienação do Banco Português de Negócios (BPN).
É professor convidado do Instituto Superior de Ciências Sociais e Políticas.
A 30 de janeiro de 2006 foi agraciado com a Grã-Cruz da Ordem do Infante D. Henrique.

## Candidatura à Presidência da República
Em janeiro de 1991, foi candidato às eleições presidenciais para a Presidência da República, tendo obtido o resultado de 14% dos votos, tendo sido ganhas por Mário Soares candidato que somara ao apoio do Partido Socialista o do PPD/PSD.

## Câmara Municipal de Sintra
Foi eleito presidente da Câmara Municipal de Sintra nas Eleições Autárquicas de 29 de setembro de 2013, com 26,8% dos votos (sem maioria absoluta), contando com Mário Soares na sua Comissão de Honra.
No dia 1 de outubro de 2017 foi reeleito presidente da Câmara Municipal de Sintra com maioria absoluta, com 43,1% dos votos. Nas eleições autárquicas de 2021, foi reeleito presidente da Câmara Municipal de Sintra para um terceiro e último mandato, com 35,29% dos votos, perdendo a maioria absoluta.
Entre 2015 e 2017 foi presidente do conselho metropolitano da Área Metropolitana de Lisboa. Em julho de 2024, foi novamente eleito presidente do conselho metropolitano da Área Metropolitana de Lisboa.

## Funções governamentais exercidas
- II Governo Constitucional de Portugal
  - Ministro do Comércio e Turismo
- VI Governo Constitucional de Portugal
  - Ministro do Comércio e Turismo
- VII Governo Constitucional de Portugal
  - Ministro de Estado Adjunto do Primeiro-Ministro
- VIII Governo Constitucional de Portugal
  - Ministro da Agricultura, Comércio e Pescas